# Journalfilmsröst
Journalfilmsröst är ett speciellt röstläge som användes i tidiga tv- och filminspelningar (till exempel journalfilmer). Den bristfälliga ljudtekniken gjorde att talaren (nästan alltid en man) tvingades artikulera tydligt, och rösten lät gäll och nasal vid uppspelning. De personer man oftast förknippar med uttrycket är Nils Jerring och Gunnar Skoglund, som under många år arbetade för SF-journalen.
Exempel ur SF-journaler:

Nils Jerring:
Porfyrverket i Älvdalen 1938

Gunnar Skoglund:
Över ån efter badvatten (1933)
I dag används journalfilmsröster för komiska effekter, ibland tillsammans med stumfilmstempo.